# Baerresen Brothers

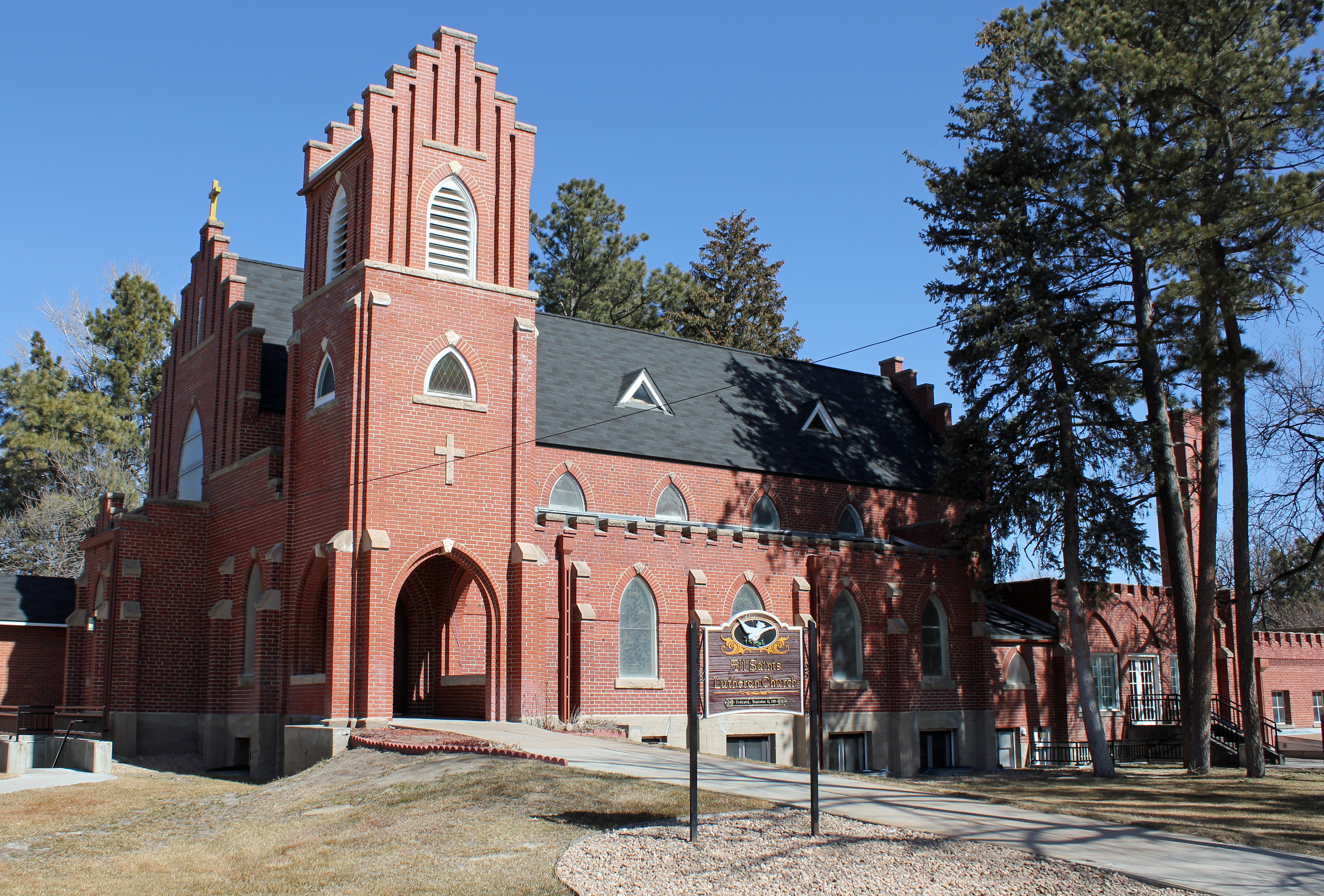
All Saints Church of Eben Ezer

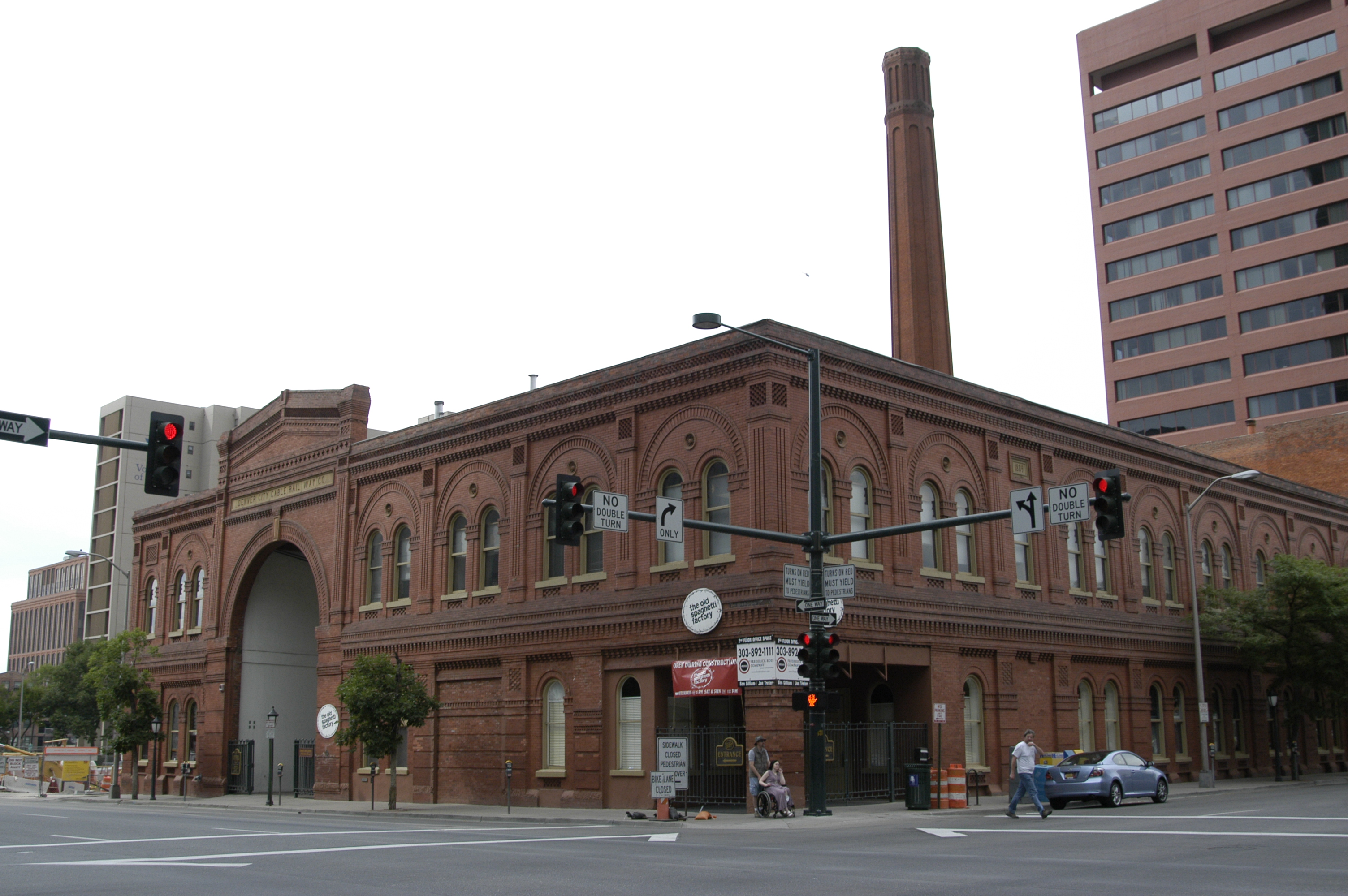
Denver City Cable Railway Building

Die Baerresen Brothers waren in Dänemark geborene Architekten mit Sitz in Denver, Colorado und Cheyenne, Wyoming. Einige ihrer Werke sind im US-amerikanischen National Register of Historic Places aufgeführt. Beide wurden in Kopenhagen, Dänemark geboren: Harold W. Baerresen wurde am 20. Januar 1846 geboren; Viggio Egede Baerresen wurde am 13. März 1858 geboren. Die Arbeiten der beiden Brüder zusammen wurden in der Hauptsache von 1901 bis 1918 durchgeführt. Nachdem Harold 1918 verstorben war, führte Viggio die Firma weiter, bis er 1928 in den Ruhestand ging.
Zu den Werken, die im  National Register of Historic Places gelistet sind gehören:
- Denver City Cable Railway Company Building (1883), Denver, Colorado
- Romeo Block (1889), Denver
- Hotel LaBonte (1913–14), Douglas
- Mosque of the El Jebel Shrine (1907), Denver
- All Saints Church of Eben Ezer (1916), Brush, Colorado
- Platte County Courthouse (1917), Wheatland, Wyoming